# As-Suwajda
As-Suwajda (arab. السويداء) – miasto w południowo-zachodniej Syrii, na zachodnim stoku masywu Dżabal ad-Duruz, ośrodek administracyjny muhafazy As-Suwajda. W 2004 roku liczyło ok. 73,6 tys. mieszkańców.

## Demografia
Od XVI wieku miasto zamieszkują głównie druzowie, ze sporą mniejszością sunnicką i prawosławną. W mieście mieszka również dużo imigrantów z Wenezueli i ich potomków, którzy przyjechali do Syrii w XX wieku. Całościowo miasto zamieszkuje 63 324 ludzi (2008).

## Historia
Miasto założyli Nabatejczycy, którzy nazwali je Suada. W okresie hellenistycznym i rzymskim nosiło nazwę Dionisias, na cześć boga Dionizosa, gdyż położone było w regionie znanym z produkcji wina. Dzięki położeniu na szlaku prowadzącym z Damaszku do Bosry miasto w czasach Imperium Rzymskiego, a później Bizantyjskiego bardzo szybko się rozwijało i powiększało.
Podbicie miasta przez Arabów zahamowało jego rozwój i spowodowało, że zaczęło tracić na znaczeniu. Jakut Ibn Abdallah al-Hamawi odnotował w latach dwudziestych XII wieku, że As-Suwajda była „wioską w prowincji Hauran”. W XVI wieku ruiny miasta zostały zamieszkane przez Druzów, dzięki którym miasto na nowo zaczęło się rozwijać.
Pod koniec XIX wieku pod panowaniem Imperium Osmańskiego Suwajda została stolicą prowincji.
Po klęsce Imperium Osmańskiego w I wojnie światowej i podziale dawnych prowincji na strefy wpływów, Syria została w 1920 terytorium mandatowym Francji. W 1921 administracja francuska utworzyła autonomiczne państewko Druzów Dżabal ad-Duruz, którego stolicą była As-Suwajda.

## Zabytki
As-Suwajda posiada zabytki nabatejskie, helleńskie, rzymskie i bizantyjskie. Główne to agora z okresu helleńskiego, ruiny kościoła bizantyjskiego z VI wieku oraz liczne zabudowania z czasów rzymskich, które są nadal zamieszkane.

## Transport
W mieście znajduje się port lotniczy As-Suwajda Zachodnia.

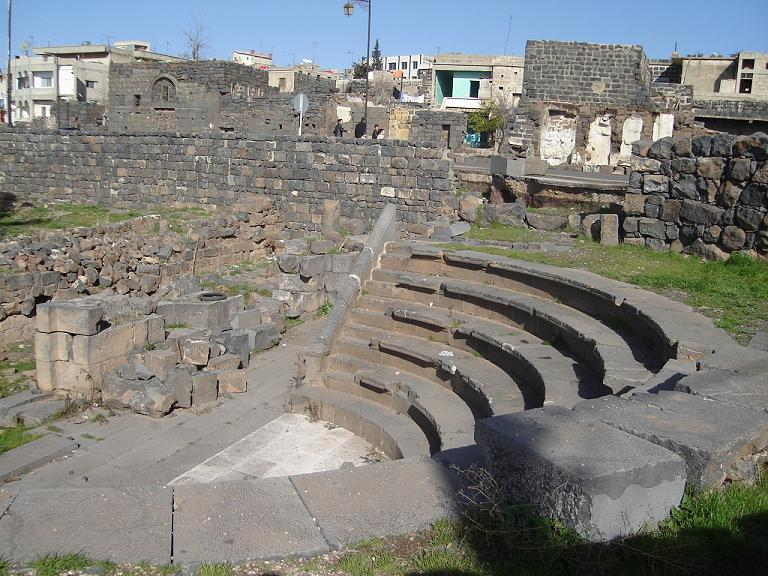
Agora
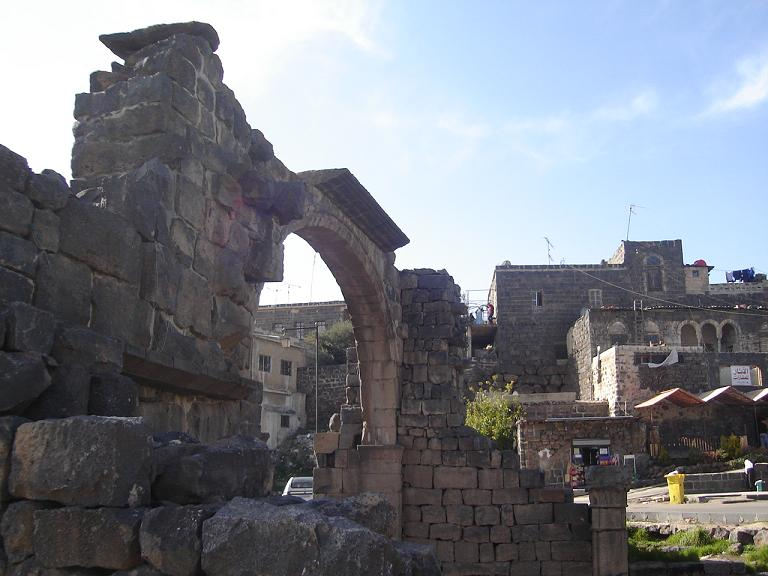
Łuk Dionizosa